# 史上最悪のデート
『史上最悪のデート』（しじょうさいあくのデート）は、日本テレビ系で2000年12月3日 - 2001年4月29日に放送された嵐およびジャニーズJr.が出演する1話完結のテレビドラマ。
ジャニーズJr.および嵐のメンバーが「史上最悪のデート」を1話完結で演ずるラブ・コメディ。相談、ドラマ、情報の三部構成。

## キャスト
案内人
- デートキング：相葉雅紀（嵐）
- デートクイーン：ビビアン・スー

### the 1st DATES
勇気
演 - 山下智久（NEWS）
シャイで口下手な美少年。
祐子
演 - 野村佑香
勇気の初デートの相手。
慎吾
演 - 加藤成亮（NEWS）
勇気の親友。
木原さん
演 - 木原実
天気予報士、『NNNニュースプラス1』お天気コーナー担当。

### 2nd DATE
コウスケ
演 - 松本潤（嵐）
超ド級の貧乏美少年。
サユリ
演 - 後藤理沙
超リッチなお嬢さん。
ババア
演 - 川俣しのぶ
コウスケと貧乏を張り合う。

### 3rd DATE
浪花銀次
演 - 横山裕（関西ジャニーズJr.）
コテコテの関西人。
大江戸花子
演 - 内藤陽子
チャキチャキの江戸っ子、銀次の彼女。
大江戸寅治郎
演 - 斉藤暁
花子の父親。

### 4th DATE
工藤達也
演 - 大野智（嵐）
心優しき純情青年。
栗原加奈子
演 - 黒澤優
達也のクリスマス・デートの相手。
大沢
演 - 阿南健治
達也のアルバイト先の店長。

### 5th DATE
今井慎太郎
演 - 渋谷すばる（関西ジャニーズJr.）
占い大好き青年。
桜井桃子
演 - 山川恵里佳
天真爛漫な女の子。
爆弾魔
演 - 村杉蝉之介
慎太郎と桃子をつけ狙う。
- 大平奈津美、丸山裕子

### 6th DATE
勘太郎
演 - 風間俊介（ジャニーズJr.）
夢子先生に片想い中。
夏美
演 - 大村彩子
勘太郎の幼なじみ。
夢子先生
演 - 桜庭あつこ
保健室のグラマー先生。
校長
演 - 久保晶

### 7th DATE
福蔵
演 - 村上信五（関西ジャニーズJr.）
愛すべきお調子者。
麗子
演 - 大谷みつほ
天然のワガママ娘。
猟師
演 - 佐藤正宏（WAHAHA本舗）

### 8th DATE
憲吾
演 - 錦戸亮（関西ジャニーズJr.）
刑事の息子。
愛美
演 - 椎名法子
ヤクザの娘、東西一家の跡継ぎ。
憲吾の父
演 - 小西博之
県警本部長。
お好み焼き屋
演 - 藤原喜明
南北会のヤクザ。
- 役名不明：石井愃一

### 9th DATE
進之介
演 - 長谷川純（ジャニーズJr.）
年上の女性に一目惚れ。
蘭子
演 - 坂下千里子
進之介に一目惚れされる。
健太
演 - 福田悠太（ジャニーズJr.）
進之介の親友。
松代
演 - 奥野ミカ
蘭子の友人。
竹美
演 - 乙葉
蘭子の友人。
梅乃
演 - 伊藤雅子
蘭子の友人。
医者
演 - 大仁田厚

### 10th DATE
佐助
演 - 生田斗真（ジャニーズJr.）
洋菓子店のアルバイト。
カオリ
演 - 黒坂真美
佐助の憧れの女性。
店長
演 - 戸田恵子
佐助のバイト先の店長。
ヤクザの親分
演 - 渡嘉敷勝男
佐助のバイト先の客。
カップルの男
演 - 薬師寺保栄
佐助のバイト先の客。
オカマのモモコ
演 - 梅垣義明（WAHAHA本舗）
佐助のバイト先の客。

### 11th DATE
万次郎
演 - 赤西仁（ジャニーズJr.）
メル友デートに有頂天。
老婆
演 - 鷲尾真知子
万次郎が美少女だと信じ込んでいたメル友。
超かわいい女の子
演 - こずえ鈴
待ち合わせ場所で万次郎がメル友だと思い込む相手。
英太郎
演 - 提箸一平（ジャニーズJr.）
万次郎の親友。
美太郎
演 - 橋田康（ジャニーズJr.）
万次郎の親友。

### 12th DATE
浪花銀次
演 - 横山裕（関西ジャニーズJr.）
コテコテの関西人。
須藤薫
演 - 一戸奈未
ストーカー娘。
大江戸花子
演 - 内藤陽子
銀次の恋人。

### 13th DATE
ケン
演 - ジミーMackey（ジャニーズJr.）
女の子にはモテない露天商。
リョウ
演 - ジミーMackey（ジャニーズJr.）
ケンのソックリさん、売れっ子新進デザイナー。
愛子
演 - 中山エミリ
リョウの秘書。
管理人
演 - コージー冨田
リョウが住むマンションの管理人。
警察官
演 - 原口あきまさ
- ナレーション田中総一郎

### 14th DATE
憲一
演 - 田中聖（ジャニーズJr.）
猫アレルギー。
温子
演 - 酒井彩名
憲一が想いを寄せる猫好きの少女。
惣一郎
演 - 田山涼成
温子の父親。
警察官
演 - 遠山俊也
医師
演 - 田中龍
妹
演 - 大津綾香
- 役名不明：広岡由里子
- ナレーション：藤井恒久（日本テレビアナウンサー）

### 15th DATE
鶴次郎
演 - 屋良朝幸（ジャニーズJr.）
オチコボレ生徒。
亀太
演 - 米花剛史（ジャニーズJr.）
鶴次郎の親友。
月ノ介
演 - 良知真次（ジャニーズJr.）
鶴次郎の親友。
アニカ
演 - ジャニカ・サウスウイック
伝説の外人家庭教師。
鶴次郎の母親
演 - 大島蓉子
伝説の家庭教師を雇う。
試験教官
演 - 三又忠久（ジョーダンズ）
金八先生似。
不良A
演 - 西尾季隆（X-GUN）
不良B
演 - 嵯峨根正裕（X-GUN）
不良C
演 - お宮の松（北京ゲンジ）
不良D
演 - 無法松（北京ゲンジ）
- ナレーション：藤井恒久（日本テレビアナウンサー）

### 16th DATE
トオル
演 - 亀梨和也（ジャニーズJr.）
彼女いない歴16年。
由希子
演 - 櫻井淳子
トオルが恋に落ちた妖艶な未亡人。
ケンジ
演 - 宮城俊太（ジャニーズJr.）
トオルの親友。
マコト
演 - 上田竜也（ジャニーズJr.）
トオルの親友。
由希子の父親
演 - 市川勇
ドラキュラ伯爵の血を引く吸血鬼。
由希子の母親
演 - 石井苗子
吸血鬼。
警官
演 - 伊藤俊人
- ナレーション：藤井恒久（日本テレビアナウンサー）

### 17th DATE
中川福蔵
演 - 村上信五（関西ジャニーズJr.）
大嘘つきの浮気男。
ナナコ
演 - 末永遥
福蔵の大本命。
ミサト
演 - 川村亜紀
福蔵のキープその1。
リツコ
演 - 神谷涼
福蔵のキープその2。
刑事
演 - 野仲功
- ナレーション：藤井恒久（日本テレビアナウンサー）

### 18th DATE
勘太郎
演 - 風間俊介（ジャニーズJr.）
恋の暴走特急。
夏美
演 - 大村彩子
勘太郎の幼なじみ。
高志
演 - 町田慎吾（ジャニーズJr.）
勘太郎の先輩で夏美の合コン相手。
亮
演 - 内山信二
高志の手下。
実
演 - 坂本真
高志の手下。
アコ
演 - 星野園美
夏美の友人。
クミ
演 - 松田ミホコ
夏美の友人。
警官
演 - 深水三章
- ナレーション：藤井恒久（日本テレビアナウンサー）

### 19th DATE
ヒロシ
演 - 上里亮太（ジャニーズJr.）
優柔不断男。
ユカリ
演 - 周防玲子
ヒロシの恋人。
ノリコ
演 - 中越典子
ヒロシを誘惑する高飛車な女。
天使
演 - 蛍原徹（雨上がり決死隊）
ヒロシの心の中の天使。
悪魔
演 - 宮迫博之
ヒロシの心の中の悪魔。
貞吉
演 - 平泉成
ユカリのパパ。
- ナレーション：藤井恒久（日本テレビアナウンサー）

### 20th DATE
進之介
演 - 長谷川純（ジャニーズJr.）
マザコン少年。
栞
演 - 上戸彩
進之介の初デートの相手。
光代
演 - 磯野貴理子
進之介の母親。
健造
演 - 藤原喜明
栞の父親。
- ナレーション：藤井恒久（日本テレビアナウンサー）、伊藤英敏

### The Last DATE
勇一郎
演 - 相葉雅紀（嵐）
おっちょこちょいだが人一倍お人好し。
アイコ
演 - 安達祐実
勇一郎の片想いの相手。
伊集院雅彦
演 - 宇崎慧
アイコの片想いの相手、アイコが入院している病院の院長の御曹司。
執事
演 - 山田明郷
伊集院家の執事。
加藤恭子
演 - 白鳥智恵子
“加藤姉妹”の姉。
加藤美香
演 - 望月さや
“加藤姉妹”の妹。
- ナレーション ： 肥後克広（ダチョウ倶楽部） - 森本レオのモノマネ。

## スタッフ
- 演出：都築淳一（1 - 2・4・7・9・11 - 12・17・21話）、松田秀知（3・5 - 6・8・10・13 - 14・16話）、小山田雅和（15話）、佐久間紀佳（日本テレビ、18話）、高橋直治（日本テレビ、19話）、森永恭朗（20話）
- 脚本：田中一彦(1・2・4・6・7・11・16・17・21)、高山直也（3・5・9 - 10・12・19 - 20話）、花岡貴子（8・15話）、尾崎将也（13話）、山崎岳（14話）、旺季志ずか（18話）
- チーフプロデューサー：佐藤敦（日本テレビ）
- プロデューサー：荻野哲弘（日本テレビ）、松村俊二（共同テレビ）
- 演出補助：小山田雅和（4 - 7・9・11・12・18 - 21話）、森永恭朗（8・10・13 - 17話）、伊勢田隆弘（17話）
- アシスタント・プロデューサー：佐久間紀佳、池田禎子
- 構成：伊藤直子
- 音楽：見良津健雄
- 主題歌・挿入歌：「On Sunday」（歌：嵐、作詞：戸沢暢美、作曲：守山茂樹、編曲：宗像仁志）
- 制作主任：千錦英久（4 - 7・10 - 13・17話）、石井誠（8・9・14・15話）、中島嘉隆（18・20・21話）、清藤唯靖（19話）、田中久美子（8・13話）
- 協力：バスク、フジアール、ベイシス
- 制作：共同テレビ・日本テレビ

## 放送日程
|               | 放送日         | タイトル                           | 主演         | 脚本       | 演出       |
| ------------- | -------------- | ---------------------------------- | ------------ | ---------- | ---------- |
| the 1st DATES | 2000年12月03日 | 史上最悪の初デート!?               | 山下智久     | 田中一彦   | 都築淳一   |
| 2nd DATE      | 12月10日       | ビンボー美少年vs金持ちお嬢様       | 松本潤       | 高山直也   | 都築淳一   |
| 3rd DATE      | 12月17日       | ナニワ女装男vs江戸っ子カミナリ親父 | 横山裕       | 高山直也   | 松田秀知   |
| 4th DATE      | 12月24日       | 悪魔のクリスマス☆キス              | 大野智       | 田中一彦   | 都築淳一   |
| 5th DATE      | 2001年01月07日 | 占いオトコの爆弾地獄               | 渋谷すばる   | 高山直也   | 松田秀知   |
| 6th DATE      | 01月14日       | 幼馴染のコスプレデート             | 風間俊介     | 田中一彦   | 松田秀知   |
| 7th DATE      | 01月21日       | トイレがない!                      | 村上信五     | 田中一彦   | 都築淳一   |
| 8th DATE      | 01月28日       | 刑事の息子vsヤクザの娘             | 錦戸亮       | 花岡貴子   | 松田秀知   |
| 9th DATE      | 02月04日       | お姉さまと水着DEデート             | 長谷川純     | 高山直也   | 都築淳一   |
| 10th DATE     | 02月11日       | バレンタインなんかクソくらえ!      | 生田斗真     | 高山直也   | 松田秀知   |
| 11th DATE     | 02月18日       | 史上最悪のメル友!!                 | 赤西仁       | 田中一彦   | 都築淳一   |
| 12th DATE     | 02月25日       | おっぱい星人vsストーカー娘         | 横山裕       | 高山直也   | 都築淳一   |
| 13th DATE     | 03月04日       | そっくりさんと入れ替わりデート     | ジミーMackey | 尾崎将也   | 松田秀知   |
| 14th DATE     | 03月11日       | 猫アレルギー少年vs猫大好き少女     | 田中聖       | 山崎岳     | 松田秀知   |
| 15th DATE     | 03月18日       | 3バカvs伝説の家庭教師              | 屋良朝幸     | 花岡貴子   | 小山田雅和 |
| 16th DATE     | 03月25日       | 吸血鬼なんか怖くない               | 亀梨和也     | 田中一彦   | 松田秀知   |
| 17th DATE     | 04月01日       | 恋のバトルロワイヤル               | 村上信五     | 田中一彦   | 都築淳一   |
| 18th DATE     | 04月08日       | 合同ハイキングの罠                 | 風間俊介     | 旺季志ずか | 佐久間紀佳 |
| 19th DATE     | 04月15日       | 別れたいのに別れられない           | 上里亮太     | 高山直也   | 高橋直治   |
| 20th DATE     | 04月22日       | マザコン少年の初デート             | 長谷川純     | 高山直也   | 森永恭朗   |
| The Last DATE | 04月29日       | 史上最悪の片想い                   | 相葉雅紀     | 田中一彦   | 都築淳一   |

## ロケ地
- 1話： 横浜みなとみらい21
- 4話： ヴィーナスフォート、日東コーナーハウス有明店（東京国際展示場）、橋本屋敷（六本木）
- 5話： 新藤ビル株式会社、東京大神宮
- 6・14・16話： 学校法人立正大学学園
- 7・18話： さがみ湖ピクニックランド
- 10話： 菓子工房まある（千駄木）、新宿パークタワー
- 11話： 後楽園ゆうえんち、レンタルのニッケン
- 12話： 國學院大學たまプラーザキャンパス、エフカイビーチ（お台場）、東急ケーブルテレビジョン
- 13話： UNITED COLORS OF BENETTON.、SISLEY
- 14話： 宮坂医院（溝口）
- 15話： 調布学園短期大学
- 16話： カントリーハウス ウインザー（久喜市）
- 17話： 東京サマーランド
- 19話： グリーンタワーパレス千葉（千葉市中央区）、YOKOHAMA TERRAZZA、横浜FC
- 20話： メディアージュ、ソニープラザお台場店

| 日本テレビ系 日曜朝11:40 - 12:00枠             | 日本テレビ系 日曜朝11:40 - 12:00枠                 | 日本テレビ系 日曜朝11:40 - 12:00枠           |
| 前番組                                         | 番組名                                             | 次番組                                       |
| ---------------------------------------------- | -------------------------------------------------- | -------------------------------------------- |
| 怖い日曜日〜2000〜 （2000年7月2日 - 11月26日） | 史上最悪のデート （2000年12月3日 - 2001年4月29日） | ゼニゲッチュー!! （2001年5月20日 - 6月24日） |